# Peter Scheemakers

Peter Scheemakers

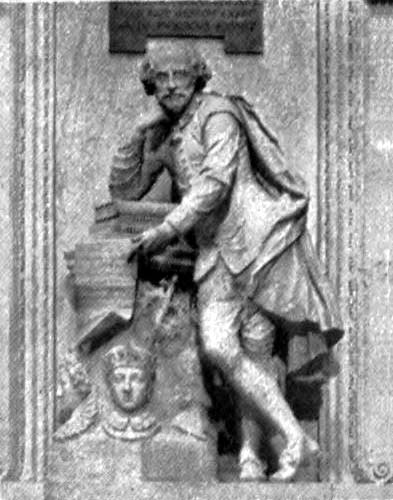
William Shakespeare von Peter Scheemakers

Peter Scheemakers, auch Pieter Scheemaeckers (* 16. Januar 1691 in Antwerpen; † 12. September 1781 ebenda), war ein flämischer Bildhauer.

## Leben
Er war der Sohn des gleichnamigen Bildhauers Peter Scheemaeckers (1640–1714) aus Antwerpen, der Bruder des in Antwerpen und Paris wirkenden Bildhauers Hendrik Scheemaeckers (1670–1748) und der Vater des Londoner Bildhauers Thomas Scheemaeckers (1740–1808). Er ging zunächst bei seinem Vater in die Lehre. Danach war er vier Jahre Geselle in Kopenhagen bei J.C. Sturmberg. Nach einem Aufenthalt in Rom kam er nach London, wo er ein Schüler von Francis Bird und Pierre Denis Plumière wurde. Er freundete sich mit dem Bildhauer Laurent Delvaux an, der ebenfalls ein Schüler von Plumière war. Nach dem Tod ihres Lehrmeisters vollendeten sie 1721 gemeinsam dessen Auftrag für ein Denkmal von John Sheffield, 1. Duke of Buckingham and Normanby. Sie eröffneten ein gemeinsames Atelier in Millbank und übernahmen Aufträge für Statuetten, Statuen, Vasen und Grabmäler. 1728 reisten sie mit dem Maler Pieter van Angellis nach Rom, wo Scheemakers zwei Jahre mit Studien verbrachte. Zwischenzeitlich hielt er sich in Antwerpen auf, danach verbrachte er lange Jahre seines künstlerischen Schaffens von 1733 bis 1770 in London. Dort stehen auch seine bekanntesten Werke, darunter 15 in der Westminster Abbey. Sein bekanntestes Werk, William Shakespeare, war von 1970 bis 1991 auf der Rückseite der 20-Pfund-Banknote der Bank of England abgebildet. Um 1770 kehrte Scheemakers in seine Geburtsstadt Antwerpen zurück, wo er 1781 verstarb.

## Werke (Auswahl)
in der Westminster Abbey
- 1721: John Sheffield, 1. Duke of Buckingham and Normanby, Marmorgrabmal, mit Laurent Delvaux
- 1730: George Monck, 1. Duke of Albemarle, Marmorgrabmal
- 1731: Henry Belasyse († 1717), Marmorgrabmal
- 1731: John Dryden, Büste
- 1732: John Woodward († 1728), Marmorgrabmal
- 1734: Francis Meyrick, Marmorgrabmal
- 1740: Lord Aubrey Beauclerck († 1740), Marmorgrabmal
- 1740: William Shakespeare, Marmorgrabmal, Entwurf von William Kent[2]
- 1741: General Percy Kirk, Marmorgrabmal
- 1743: Charles Wager († 1743), Marmorgrabmal
- 1744: Admiral John Balchen († 1744), Marmorgrabmal
- 1747: Magdalen Walsh, Marmorgrabmal
- 1754: Dr. Richard Mead († 1754), Marmorgrabmal mit Büste
- 1757: Vize-Admiral Charles Watson († 1757), Marmorgrabmal, Entwurf von James Stuart
- 1758: Viscount Howe († 1758), Marmorgrabmal

andere Standorte
- 1734: Thomas Guy († 1724), im Hof des Guy’s Hospital, London, Bronzestatue
- 1737: Eduard VI.Edward VI., im Hof des St Thomas’ Hospital, London, Bronzestatue